# Esperimento di Bruno Rossi e David B. Hall

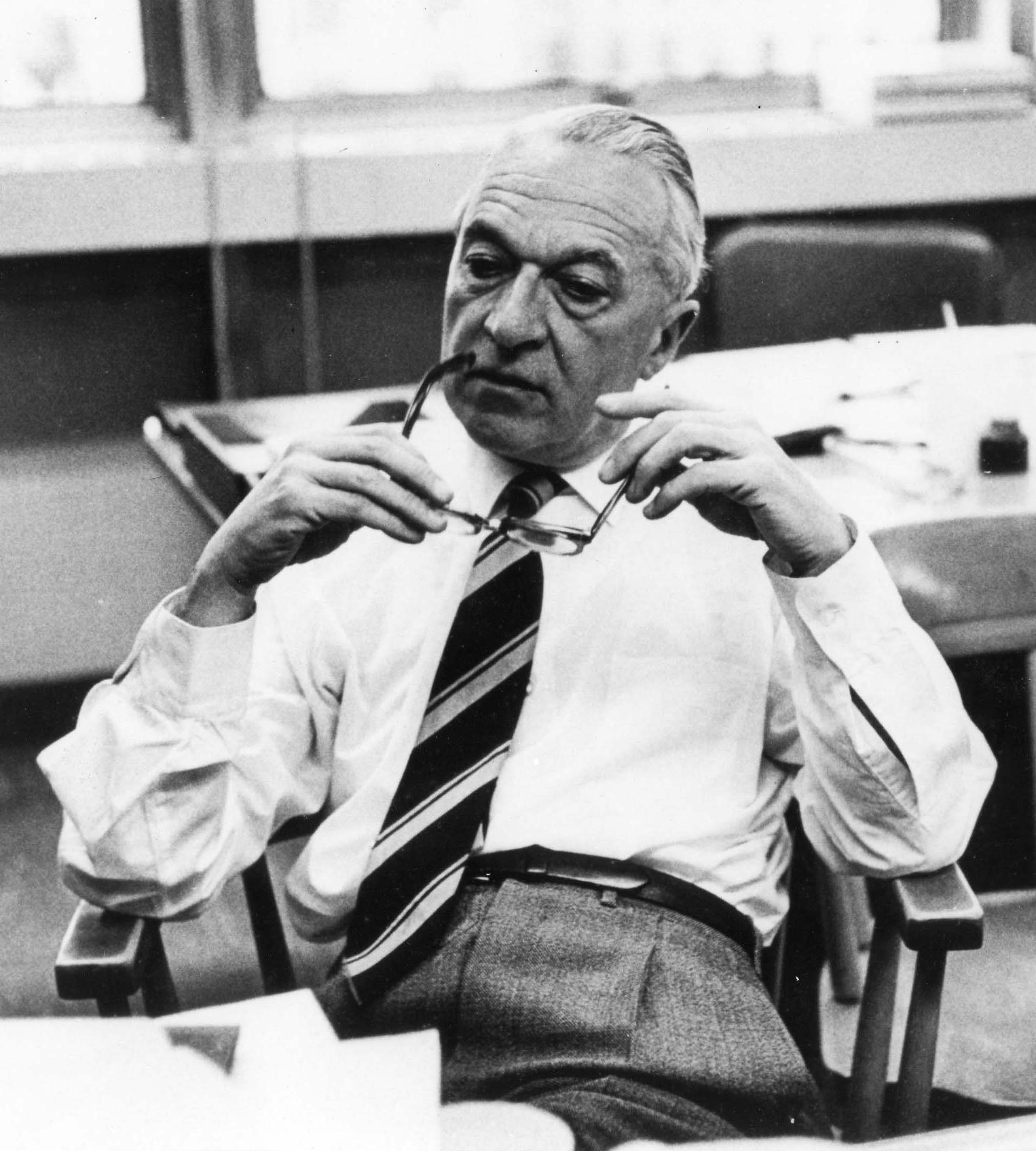
Bruno Rossi

L’esperimento di Bruno Rossi e David B. Hall costituisce una evidenza sperimentale circa la correttezza delle previsioni relative alla dilatazione dei tempi e alla contrazione delle lunghezze contenute nella teoria della relatività speciale di Albert Einstein. L’esperimento fu condotto nel 1940 alternativamente a Echo Lake, approssimativamente situato a circa 30 miglia a ovest di Denver (Colorado), a 3240 m di altezza rispetto al livello del mare, e a Denver, situata a circa 1616 m di altitudine; i risultati furono pubblicati nel 1941 su Physical Review.

## Set-up sperimentale e risultati
Lo scopo dell’esperimento è selezionare i muoni che abbiano uguale quantità di moto e misurarne la vita media e il numero. Schematicamente, l’apparato sperimentale consta di un contatore Geiger sopra il quale è posto uno strato di materiale assorbente. In funzione dello spessore di quest’ultimo, solamente i muoni la cui energia, ovvero la quantità di moto, sia compresa in un certo intervallo di valori rallentano, si arrestano nel rivelatore. Le particelle con momento lineare minore vengono assorbite dal materiale assorbente, mentre quelle con quantità di moto più alta superano l’apparato di misura.
Le dimensioni del dispositivo devono essere sufficientemente grandi da consentire di rivelare sia il segnale corrispondente all'arrivo del muone, sia quello relativo al suo decadimento, così da essere certi che si sia fermato nel dispositivo. Poiché il tempo di arresto delle particelle è molto minore della loro vita media a riposo, l’intervallo di tempo che intercorre tra i due segnali rappresenta proprio la vita media a riposo. Nell'esperimento di Rossi e Hall fu utilizzato come assorbitore del ferro e la quantità di moto selezionata era circa pari a {\displaystyle 500{\frac {Mev}{c}}}; a Echo Lake furono condotte due serie complete di misure, alcune con l'assorbitore e altre senza, mentre a Denver furono effettuate tre serie complete senza l'impiego dello strato assorbente. Confrontando i risultati ottenuti nelle due fasi, Rossi e Hall scoprirono che la vita media a riposo dei muoni è {\displaystyle {\Bigl (}2.4\pm 0.3{\Bigr )}\cdot 10^{-6}s}. Inoltre, il numero di particelle che venivano rivelate a bassa quota era maggiore di quanto atteso sulla base di un approccio classico, che non considerasse la dilatazione dei tempi e la contrazione delle lunghezze.

## Presupposti teorici
Dal punto di vista concettuale, l’esperimento di Rossi e Hall si propone di misurare la dipendenza della vita media di una particella instabile dalla sua energia o quantità di moto.
Si supponga di avere un fascio parallelo di muoni, che sono particelle instabili, aventi una assegnata energia. A causa del decadimento, l’intensità del fascio diminuirà mano a mano che ci si allontana dalla sorgente. Se N(y) è il numero di particelle per centimetro quadrato e per secondo a una distanza y dalla sorgente e τ è la vita media delle medesime alla velocità v, il numero dei decadimenti che si verificano in un segmento di fascio compreso tra y e y+dy è dato da:
{\displaystyle {dN}=-N{\bigl (}y{\bigr )}{\frac {dt}{\tau }}=-N{\bigl (}y{\bigr )}{\frac {dy}{L}}\qquad \qquad (1)}
dove {\displaystyle L=v\cdot \tau } {\displaystyle (2)}
rappresenta il percorso medio dei muoni prima del decadimento. Risolvendo l’equazione differenziale (1) si ottiene la legge di attenuazione del fascio, che consente di valutare L:
{\displaystyle N{\Bigl (}y{\Bigr )}=N_{0}\exp {\Bigl (}-{\frac {y}{L}}{\Bigr )}\qquad \qquad (3)}
Considerando la teoria della Relatività speciale, il legame tra la vita media {\displaystyle \tau } dei muoni alla velocità v e la vita media a riposo {\displaystyle \tau _{0}} è il seguente:
{\displaystyle \tau ={\frac {1}{\sqrt {{\Bigl (}{1}-{\frac {v^{2}}{c^{2}}}{\Bigr )}}}}\cdot \tau _{0}\qquad \qquad (4)}
con {\displaystyle c=2.998\cdot 10^{8}{\frac {m}{s}}} velocità della luce nel vuoto.
Sostituendo la (4) nella (2) si ottiene:
{\displaystyle L=v\cdot {\frac {1}{\sqrt {{\Bigl (}{1}-{\frac {v^{2}}{c^{2}}}{\Bigr )}}}}\cdot \tau _{0}\qquad \qquad (5)}
Tenendo conto delle espressioni relativistiche della quantità di moto {\displaystyle {\vec {p}}} e dell’energia E di una particella
{\displaystyle {\vec {p}}=m{\vec {v}}\cdot {\frac {1}{\sqrt {{\Bigl (}{1}-{\frac {v^{2}}{c^{2}}}{\Bigr )}}}}\qquad \qquad (6)}
{\displaystyle E=mc^{2}\cdot {\frac {1}{\sqrt {{\Bigl (}{1}-{\frac {v^{2}}{c^{2}}}{\Bigr )}}}}\qquad \qquad (7)}
e supponendo, come in questo caso, che la velocità v della particella sia prossima a quella della luce nel vuoto, la (5) può essere riscritta nel seguente modo:
{\displaystyle L={\frac {p\tau _{0}}{m}}\simeq {\frac {\tau _{0}}{mc}}E\qquad \qquad (8)}
Si noti che, se la relazione (4) è corretta, dalla (8) si deduce che, ad alte energie, il rapporto {\displaystyle {\frac {L}{E}}} deve essere indipendente da E.

## Interpretazione dei risultati
I risultati dell’esperimento di Rossi e Hall confermano che la vita media a riposo dei muoni è la stessa a qualunque quota: il valore trovato comporta, per particelle di quantità di moto pari a quella selezionata durante l’esperimento, un rapporto {\displaystyle {\frac {L}{E}}} costante e numericamente pari a {\displaystyle {\Bigl (}4.5\pm 0.6{\Bigr )}{\frac {km}{GeV}}}. Questo è coerente con la previsione di dilatazione dei tempi e di contrazione delle lunghezze contenuta nella teoria della Relatività speciale. Infine è interessante osservare che i muoni nascono a circa 10-15 km di altezza per decadimento dei pioni(π±). Essi propagano verso il suolo con velocità {\displaystyle v=0.999\cdot {c}}. Se non fosse verificata la dilatazione dei tempi, un osservatore solidale con il suolo dovrebbe attribuire a tali particelle una vita media pari a {\displaystyle 2.4\cdot 10^{-6}s}, che corrisponderebbe a una distanza media percorsa prima del decadimento pari a 719 m: nessun muone potrebbe raggiungere Denver, un risultato incompatibile con i dati sperimentali raccolti da Rossi e Hall.